# Frank Mehring

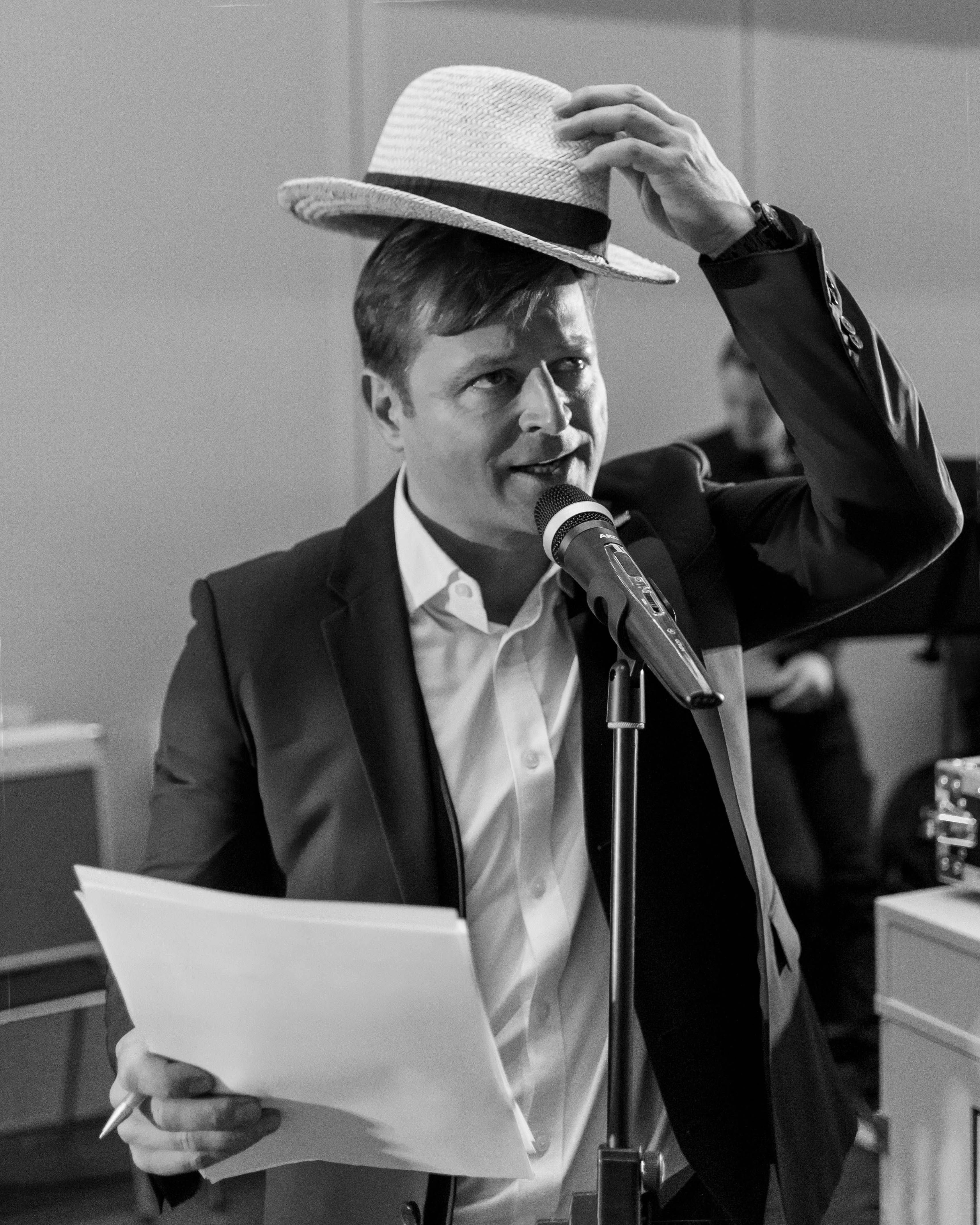
Frank Mehring bei der Premiere der Marshall Plan-Oper La Sterlina Dollarosa (2018)

Frank Mehring (* 29. Dezember 1970 in Alsfeld) ist ein deutscher Amerikanist und Professor an der Radboud-Universität Nijmegen.

## Leben und Wirken

### Werdegang
Frank Mehring studierte an der Justus-Liebig-Universität Gießen, wo er 1996 seinen M.A. mit der Arbeit Sight & Sound zu den Naturbildern der englischen Romantik und des amerikanischen Transzendentalismus erlangte. 2001 promovierte er dort im Fachbereich Anglistik/Amerikanistik mit der Arbeit Sphere Melodies zur Manifestation transzendentalistischen Gedankengutes in der Musik von Charles Ives und John Cage. Als Stipendiat der Studienstiftung des Deutschen Volkes forschte er an der University of Wisconsin-Madison, als Fulbrighter arbeitete er im Fachbereich Musik an der Harvard-Universität zu seiner Dissertation über die amerikanische Musik des 20. Jahrhunderts. Seine Habilitationsschrift The Democratic Gap über transkulturelle Konfrontationen deutscher Immigranten mit dem amerikanischen Freiheitsversprechen entstand am Department of English der Harvard University und dem John-F.-Kennedy-Institut für Nordamerikastudien in Berlin. Es folgten Arbeitsaufenthalte unter anderem an der Yale University, der National Portrait Gallery (Washington) und am Smithsonian American Art Museum.
Nach einer dreijährigen Gastprofessur am John-F.-Kennedy-Institut für Nordamerikastudien (Lehrstuhl für Nordamerikanische Kultur) wurde Mehring Professor für American Studies an der Radboud-Universität Nijmegen. Seit Dezember 2024 amtiert Mehring als Präsident der Netherlands American Studies Association.

### Journalismus, Radio und TV
Mehring verfasst regelmäßig Beiträge zum Thema Film, Kunst und audio-visuelle Medien für Fachzeitschriften und Zeitungen wie Doctor Jazz, Filmbulletin, filmdienst, Geschiedenis, Klever, Rotary Magazin, Rheinische Post und Rheinischer Merkur. Als freier Mitarbeiter produzierte er zahlreiche Features für Deutschlandfunk, Deutschlandradio Kultur und SFB Radio Kultur. Im Jahr 2025 war Mehring in der ARTE-Dokumentation „Der mystische Rhein von Joseph Beuys“ zu sehen, in der er über das kulturelle und ökologische Vermächtnis des Künstlers sprach.
Mit Tatiani Rapatzikou und Stefan L. Brandt gründete er die Zeitschrift AmLit (American Literatures) und das EAAS Digital Studies Network.

### Wirken als Museumsleiter
Mehring ist ehrenamtlicher Museumsleiter des Museums Forum Arenacum in Rindern. Neben Schwerpunkten auf römischer und fränkischer Geschichte ist das Museum Ankerpunkt für die Aufarbeitung der Kindheit und Jugend von Joseph Beuys, der in Rindern aufwuchs und in der angrenzenden Naturlandschaft seine kreative Inspiration verortete. Gemeinsam mit dem renommierten Fotografen Gerd Ludwig veröffentlichte er das preisgekrönte Fotobuch Beuys Land im Lammerhuber Verlag – ausgezeichnet von den International Creative Media Awards (ICMA). Mehring hat sich  um die Aufarbeitung der Käsetradition am Niederrhein verdient gemacht. Mit dem zweisprachigen Kinderbuch Die Käsepionin – Maria Reymer und das Geheimnis des Gelben Buches / De Kaas Spionne - Maria Reymer en hat Geheim van het Gele Boek (Cellina, 2025) vermittelt er mit der Illustratorin Joke Ruijs vor allem jungen Leserinnen und Lesern auf Deutsch und Niederländisch die historischen Hintergründe dieser regionalen Kultur.

## Forschungsschwerpunkte
Mehrings Forschungsschwerpunkte konzentrieren sich auf die Schnittstelle von Kultur, Medien und Politik, um Transferprozessen zwischen Europa und Nordamerika nachzuspüren. Seine Arbeit zur transkulturellen Konfrontation deutscher Immigranten wie Charles Follen, Ottilie Assing, Kurt Weill, Hans J. Massaquoi und Hannah Arendt wurde mit dem Rob Kroes Award in Transnational American Studies ausgezeichnet.

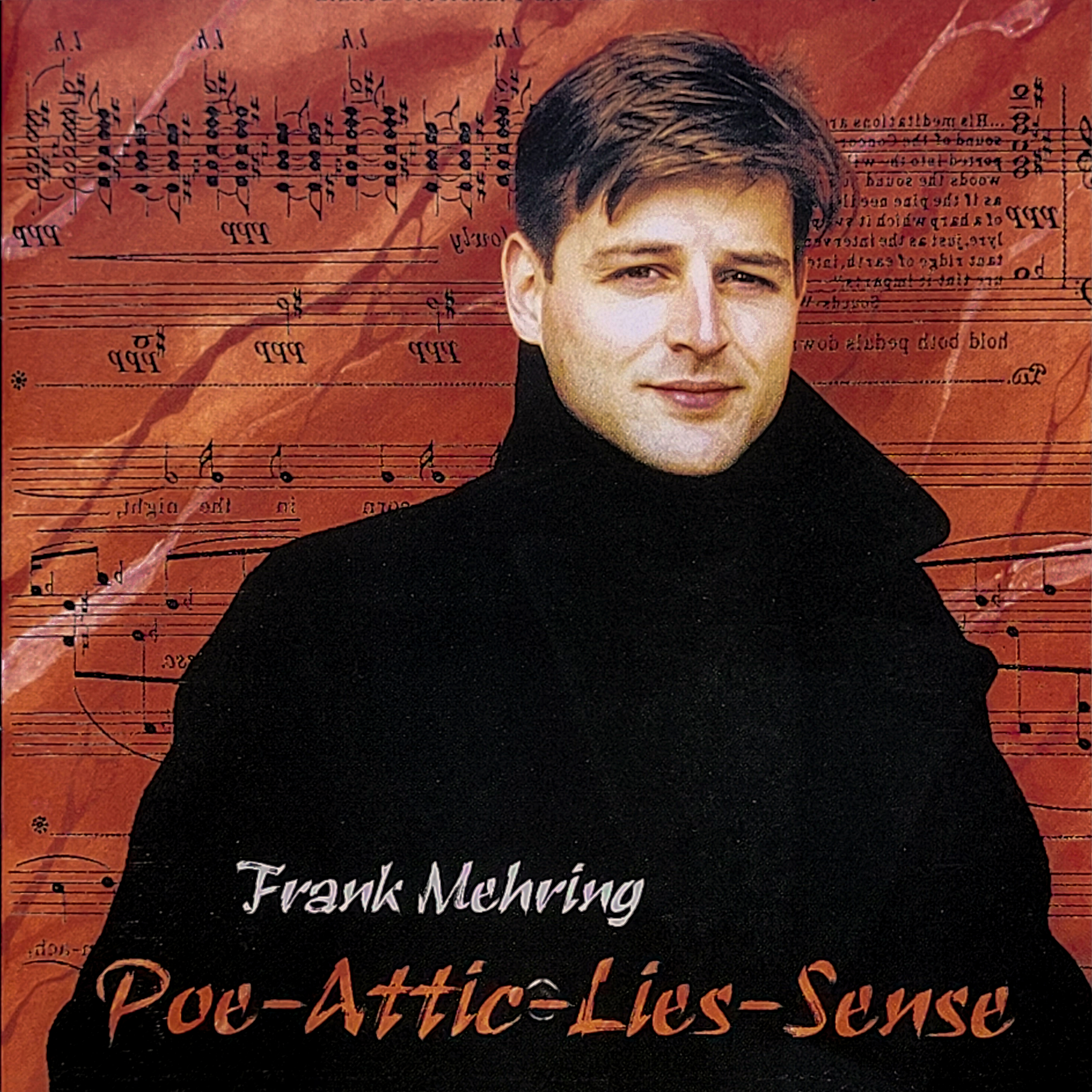
Frank Mehring, Poe-Attic-Lies-Sense: Sounding English and American Poetry

Mehring beschäftigt sich mit der Wechselwirkung von Musik, Literatur und Bildkulturen. Aus seiner Schrift zu Sight & Sound mit vertonten Gedichten der englischen und amerikanischen Romantik ging die CD-Produktion Poe-Attic-Lies-Sense (1999) hervor. Es folgten Einspielungen von niederländischen Befreiungsliedern in Soundtrack van de Bevrijding (2015) die im Rahmen des Canadian Tulips Festival als Videoclips im Internet publiziert wurden. Er absolvierte Konzerte mit dem Pianisten Jens Barnieck, mit dem er die Klanginstallation The Mexico Diary basierend auf Tagebuchaufzeichnungen von Winold Reiss produzierte, erschienen im Rahmen der Buchpublikation The Mexico Diary (2016).
Mehring verfasste die erste umfassende deutsche Biografie des deutsch-amerikanischen Freiheitskämpfers Karl Follen (2004) und gab 2007 eine Selektion von Follens Werken heraus. Er trug dazu bei, dass 2022 eine Erinnerungstafel zu Follens transatlantischem Wirken in seiner Geburtsstadt Romrod aufgestellt wurde. Weitere Projekte widmeten sich deutsch-amerikanischen Künstlern wie Audre Lorde, Hans-Jürgen Massaquoi, Bob Rutman und Winold Reiss. Mehring organisierte das erste internationale Symposium „Cultural Mobility and Transcultural Confrontations“ zum Leben und Werk des deutsch-amerikanischen Künstlers Winold Reiss.
Die kulturelle Dimension des Marshallplans bildet einen Kernpunkt in Mehrings Forschung. Unter anderem war er Berichterstatter für die Zeitschrift filmdienst zur Retrospektive der Berlinale Marshall Plan-Filme 2004–2006 und Mitarbeiter an der Berlinale-Broschüre „Selling Democracy – Friendly Persuasion“. Es folgten kuratierte Ausstellungen in Den Haag, Nijmegen und Kleve unter dem Titel The New Marshall Plan Europe 1948/2018 – Memories, Discoveries, Lessons (2018). Auch koordinierte er die deutsche Uraufführung der 30-minütigen Marshallplan-Oper La Sterlina Dollarosa von Alfred Friendly auf dem Campus Kleve der Hochschule Rhein-Waal.

## Publikationen (Auswahl)

### Bücher
- Sight & Sound: Naturbilder in der Englischen und Amerikanischen Romantik.  Mit Audio-CD. Tectum-Verlag, Marburg 2001, ISBN 3-8288-8324-9.
- Sphere Melodies: Die Manifestation Transzendentalistischer Ideen in der Musik von Charles Ives und John Cage. Metzler, Stuttgart 2003, ISBN 978-3-476-45311-2.
- Karl/Charles Follen: Deutsch-Amerikanischer Freiheitskämpfer. (Studia Giessensia. 12.) Universitätsverlag Ferber, Giessen 2004, ISBN 978-3-932917-55-4.
- The Democratic Gap: Transcultural Confrontations of German Immigrants and the Promise of American Democracy. Winter, Heidelberg 2014, ISBN 978-3-8253-6170-9.
- De Soundtrack van de Bevrijding: Swingen, Zingen en Dansen op Weg naar Vrijheid. Vantilt, Nijmegen, 2015 [mit CD].[23]
- Songs of Liberation in the Netherlands: The Transatlantic Soundtrack of Freedom. Amsterdam: AUP, 2025. ISBN 978-9-048570218.[24]
- BEUYS LAND. Wih Gerd Ludwig. Lammerhuber, Wien, 2024. ISBN 978-3-903101-99-9.[25]
- Die Käse-Spionin. Maria Reymer und das Geheimnis des Gelben Buches. Kleve: Edition Mosaik, 2025. ISBN 978-3-9813536-6-2.[26]  Niederländische Version: De Kaas-Spionne Maria Reymer en het Geheim van het Gele Boek. Kleve, Edition Mosaik, 2025. ISBN ISBN 978-3-9813536-7-9.

### Artikel
- Welcome to the Machine: Representation of Technology in Zeitopern. In: Cambridge Opera Journal. 11/2, 1999, S. 159–178, doi:10.1017/S0954586700004997
- ’All for the Sake of Freedom:’ Hannah Arendt’s Democratic Dissent, Trauma, and American Citizenship. In: Journal of Transnational American Studies 3 (2) 2011, doi:10.5070/T832007081
- The Promises of ‘Young Europe’: Cultural Diplomacy, Cosmopolitanism, and Youth Culture in the Films of the Marshall Plan. In: Journal of European American Studies, Band 7 Nr. 2, 2012. doi:10.4000/ejas.9701
- mit Erik Redling: Sound and Vision: Intermediality and American Music. In European Journal of American Studies. 12 (4 ), 2017, ISSN 1991-9336 doi:10.4000/ejas.12384
- mit Jorrit van den Berk: Forging the American Century: World War II and the Transformation of US Internationalism. In: International Journal for History, Culture and Modernity.  Band 7 Nr. 1, 2019, S. 971–990, doi:10.18352/hcm.594
- Advancing American Art and Intercultural Confrontations in Germany, 1945-1948. In: International Journal for History, Culture and Modernity Band 7 Nr. 1, 2019, doi:10.18352/hcm.594
- mit Elena Furlanetto: Media Agoras: Islamophobia and Inter/Multimediality  In: European Journal of American Studies. 15 (3), 2020, doi:10.4000/ejas.16141

### Aufsätze
- You too can be like us! Friendly Persuasion, Self-Americanization, and the Utopia of a New Europe. In: Rainer Rother (Hrsg.): Selling Democracy / Friendly Persuasion. Deutsches Historisches Museum, Berlin 2006, S. 35–46.
- “How Can You Tell an American?” Opposing Concepts of ‘America’ in the Œuvre of Bertolt Brecht and Kurt Weill. In: Wilfried Raussert, John Miller (Hrsg.): Travelling Sounds. Music, Migration, and Identity in the U.S. and Beyond.  LIT, Münster 2008, ISBN  978-3-8258-1328-4, S. 99–124.[27]
- ’The Unfinished Business of Democracy’: Transcultural Confrontations in the Portraits of the German-American Artist Winold Reiss. In: Christian Fuhrmeister, Hubertus Kohle, Veerle Thielemans (Hrsg.): American Artists in Munich. Artistic Migration and Cultural Exchange Processes. Deutscher Kunstverlag, München 2009, ISBN 978-3-422-06833-9, S. 193–210.
- ’Nazi Jim Crow’: Hans Jürgen Massaquoi’s Democratic Vistas on the Black Atlantic and Afro-Germans in EBONY. In: Larry Greene, Anke Ortlepp (Hrsg.): Germans and African Americans: Two Centuries of Exchange. University of Mississippi Press, Jackson 2010, ISBN 978-1-60473-784-4  S. 141–165.
- Visualizing and Sounding the ‘Walden State of Mind:’ The Urban Matrix in Henry David Thoreau’s Environmental Imagination. In: Catrin Gersdorf (Hrsg.): America After Nature: Democracy, Culture, Environment. Winter, Heidelberg 2016, ISBN 978-3-8253-6605-6, S. 259–286.
- ’Only a Pawn in Their Game?’ Civil Rights Sounding Signatures in the Summer of 1963. In: Olaf Kaltmeier, Wilfried Raussert (Hrsg.): Sonic Politics: Music and Social Movements in the Americas. Routledge, New York 2019, ISBN 978-0-429-42393-2, S. 51–72.
- ’Blood-Thirsty Blues:’ The Sonic Politics of American Murder Ballads. In: Frank Bovenkerk, Dina Siegel (Hrsg.): Crime and Music. Springer, Berlin 2021, ISBN 978-3-030-49877-1,  S. 87–102.
- `You Can’t Always Get What You Want!` Sonic State Fantasies and the Political Use of Popular Music under Barack Obama and Donald Trump. In: Astrid Böger, Florian Sedlmeyer (Hrsg.): U.S. American Culture as Popular Culture. Winter, Heidelberg 2022, ISBN 978-3-8253-4927-1,  S. 495–514.
- ’A Memory Goes to Work’: The Visual Promise of the Marshall Plan. In: Jennifer M. Kapczynski, Caroline A. Kita (Hrsg.): The Arts of Democratization. Styling Political Sensibilities in Postwar West Germany. University of Michigan Press, Ann Arbor 2022, ISBN 978-0-472-13291-1, S. 230–250.

### Herausgaben
- Between Natives and Foreigners. Selected Writings of Karl/Charles Follen (1796–1840). Mit einer Einleitung von Frank Mehring. (New Directions in German-American Studies) Lang, New York 2007,  ISBN 978-0-8204-9732-7.
- mit Winfried Fluck, Stefan Brandt: Transcultural Spaces: Challenges of Urbanity, Ecology, and the Environment in the New Millennium. Narr, Tübingen 2010.
- mit Hans Bak, Mathilde Roza: Politics and Cultures of Liberation: Media, Memory, and Projections of Democracy. Brill, Amsterdam 2018, ISBN 978-90-04-29200-0.
- The Multicultural Modernism of Winold Reiss (1886–1953) – (Trans)National Approaches to his Work. Deutscher Kunstverlag, Berlin 2022, ISBN 978-3-422-98052-5.
- Faces of Liberation. The Groesbeek Canadian War Cemetery. With Jaap Verheul. Amsterdam University Press, 2025. ISBN 978-9-048565849.[28] Dutch Version: Gezichten van de Bevrijding; De Canadese Oorlogsbegraafplaats Groesbeek. Walburg Pers, 2025. 978-9-464564891.[29]

## Features (Auswahl)
- Henry David Thoreau in der Avantgarde-Musik. Feature im SFB Radio Kultur. 3. Dezember 2001.
- Falsche Töne und Satzzeichen: Charles Ives und die amerikanischen Transzendentalisten in Neuengland. Feature im Deutschlandfunk. 3. Februar 2001.
- Anarchische Harmonie: John Cages transzendentalistische Klanginstallation Essay. Feature im Deutschlandfunk. 10. August 2002.[30]
- Transatlantische Anachronismen: Amerikabilder in der deutschen Unterhaltungsmusik. Feature im Deutschlandradio Kultur. 2. Mai 2004.
- Stahl-Celli gegen den Krieg: Der Deutsch-amerikanische Klangkünstler Robert Rutman. Feature im Deutschlandfunk. 17. Januar 2004.
- Propaganda für die Demokratie: Die Filme des Marshall-Plans. Feature im Deutschlandfunk. 8. Februar 2005.[31]
- Surrogate Cities: Heiner Goebbels’ Stadtvisionen. Feature im Deutschlandfunk. 5. April 2008.

## Ausstellungen (Auswahl)
- 2021: Joseph Beuys: Kindheit und Jugend in Rindern, Forum Arenacum, Rindern[32]
- 2021: Bäume, Beuys & Brüx. Forum Arenacum, Rindern[33]
- 2022: Retro: Von Brüx bis Brüx 1902–2002, Forum Arenacum, Rindern[34]
- 2023: Industrie-Fotografie: Josef Hintzen, Forum Arenacum, Rindern[35]
- 2023: Resonanz: Fritz Poorten – Wasserburg-Kapelle in Rindern.[36]
- 2024: Die Befreiung vor 80 Jahren – Von Market Garden zur Rheinland Offensive[37]